# Iwan Osuski
Iwan Josypowycz Osuski, ukr. Іван Йосифович Осуський, ros. Иван Иосифович Осусский, Iwan Jożefowicz Osusski (ur. 1 stycznia 1931 w Mukaczewo, Ruś Podkarpacka) – ukraiński piłkarz, grający na pozycji obrońcy, trener piłkarski.

## Kariera piłkarska

### Kariera klubowa
W 1950 roku rozpoczął karierę piłkarską w miejscowym zespole Bilszowyk Mukaczewo, który następnie zmienił nazwę na Iskra Mukaczewo. W 1953 został zaproszony do Dinama Moskwa. Potem powrócił do domu, gdzie został piłkarzem Spartaka Użhorod. W 1956 przeniósł się do Spartaka Stanisławów. W 1959 roku przeszedł do Awanharda Żytomierz, który w następnym roku zmienił nazwę na Polissia Żytomierz. W 1963 roku zakończył karierę piłkarską.

## Kariera trenerska
Karierę szkoleniowca rozpoczął po zakończeniu kariery piłkarza. Trenował zespół z rodzimego miasteczka Karpaty Mukaczewo.

## Sukcesy i odznaczenia

### Sukcesy piłkarskie
Dinamo Moskwa
- mistrz ZSRR: 1954
- zdobywca Pucharu ZSRR: 1953

Spartak Stanisławów
- wicemistrz Pierwoj ligi ZSRR: 1957

### Odznaczenia
- tytuł Mistrza Sportu ZSRR